# Dans le ciel
Wśród nieba (fr. Dans le ciel) – powieść Octave’a Mirbeau (1848-1917), publikowana w odcinkach w latach 1892–1893 na łamach Echo de Paris, niewydana w wersji książkowej za życia autora. Powodem była zapewne awangardowa konstrukcja powieści, która, mimo iż oddawała stan refleksji pisarza na temat literatury w okresie jej tworzenia, nie znalazła jednak kontynuacji w jego dalszej twórczości.

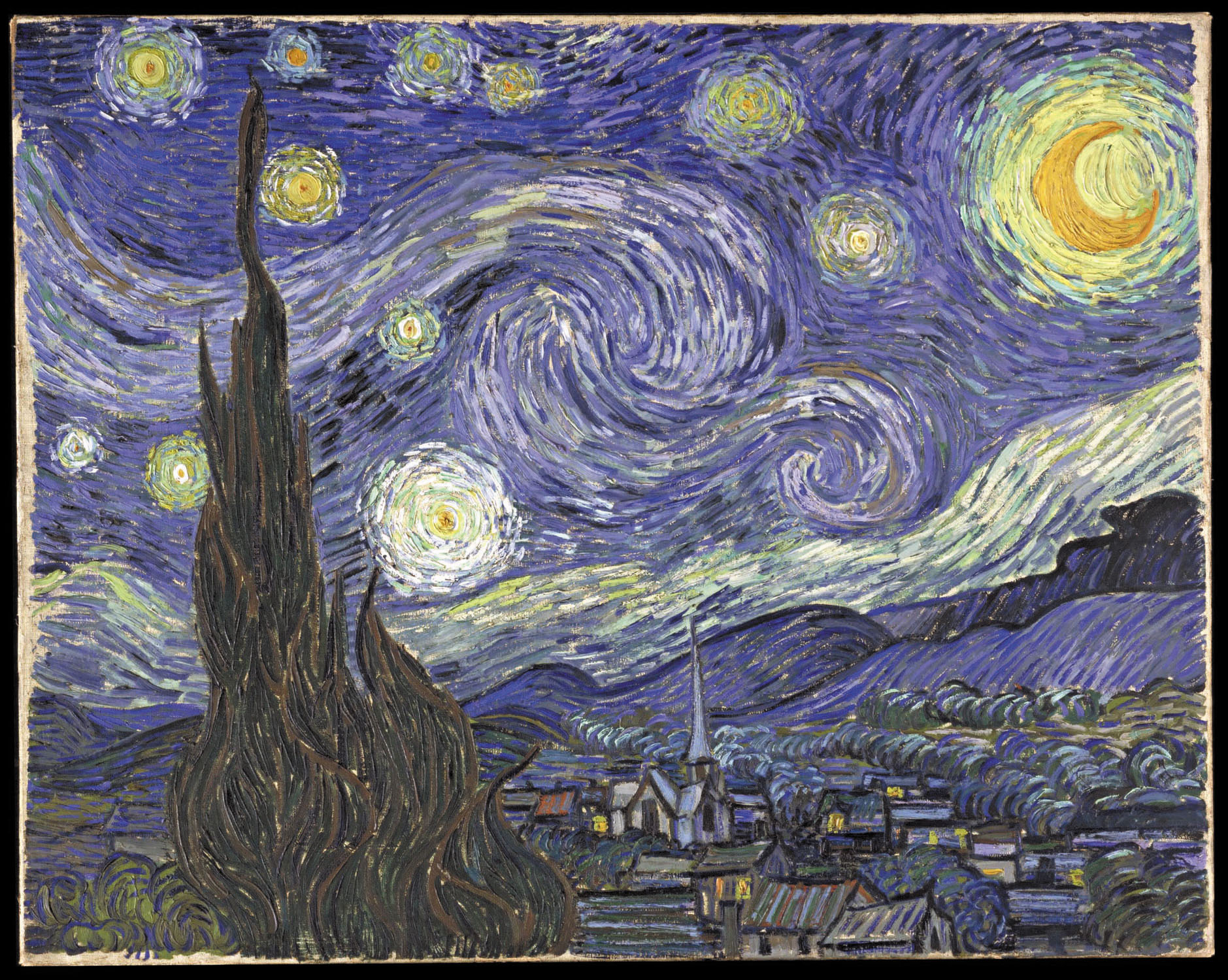
Vincent Van Gogh, Gwiaździsta noc, 1889 (Museum of Modern Art, Nowy Jork)

Utwór składa się z trzech poziomów narracyjnych, z których tylko jeden zostaje zamknięty. Pozostałe dwa potraktowane są z pełną dezynwolturą i brakiem poszanowania dla tradycyjnych schematów powieściowych: narrację rozpoczętą w pierwszych rozdziałach przez pierwszego narratora przejmuje drugi – początkujący pisarz, który przez pewien czas opowiada własną historię, by następnie przejść do opisu życia swojego przyjaciela malarza. Pod koniec utworu czytelnik dowiaduje się jedynie, jak skończyła się historia malarza, pozostając w niewiedzy co do losów drugiego i pierwszego narratora. Zabieg ten ilustruje coraz silniejszą w tamtym czasie świadomość słabości powieści naturalistycznej, która rządzi się determinizmem i jest konstruowana wedle stałych schematów. Reakcja  na te  niedostatki wyrażała się w końcu wieku m.in. przez odejście od tradycyjnej konstrukcji powieści i rezygnację z jej zasadniczych elementów, jak osadzony w społeczeństwie bohater znany z imienia i nazwiska, konsekwentnie prowadzona intryga, czy wreszcie pojęcie czasu i przestrzeni określających ramy, w jakich rozgrywa się powieść. Mirbeau, zafascynowany twórczością symbolistów, zwłaszcza Paula Claudela i Marcela Schwoba, zapragnął zrealizować własną wizję utworu, w którym „nie wszystko musi być jasne”. Wydaje się, że w jego dalszej drodze artystycznej nad tymi dążeniami przeważyła jednak chęć dotarcia do czytelnika z jasną i dobitną krytyką szeroko pojętych instytucji państwowych i społecznych (por. Dziennik panny służącej).
Postać malarza Luciena z Dans le ciel jest wzorowana na Vincencie van Goghu, wówczas nieznanym jeszcze szerszym kręgom. Mirbeau był jednym z pierwszych piewców jego talentu, a także pierwszym właścicielem słynnych później Słoneczników i Irysów, które zakupił w roku 1892 za łączną sumę 600 franków (ok. 3600 euro). W opisie artystycznych wizji Luciena i jego przyjaciela Georges’a można zauważyć elementy ekspresjonizmu literackiego, co stanowi zapowiedź nurtu niemieckiej awangardy z lat 1910-1920. Jednocześnie utwór jest obrazem zmagań artysty, który bezowocnie próbuje zrealizować w praktyce idealny kształt swojego marzenia.